# Peugeot
Peugeot je najveći francuski proizvođač automobila, dio tvrtke PSA Peugeot Citroën sa sjedištem u Parizu. Početci tvrtke sežu s kraja 19. stoljeća i to s proizvodnjom bicikala. Tvrtku je osnovala obitelj iz Sochauxa, Francuska. 
Obiteljski posao koji prethodio nastanku današnje tvrtke osnovan je 1810. i bavio se proizvodnjom mlinaca za kavu i bicikala. Dana 20. studenog 1858. Emile Peugeot zatražio je zaštitni znak lava. Armand Peugeot izradio je prvi automobil tvrtke 1889. u suradnji s Leonom Serpolletom. Bio je to nepouzdani parni tricikal; godine 1890. slijedio je automobil s motorom s unutarnjim izgaranjem, kojeg je pokretao motor Panhard-Daimler. Zbog neslaganja unutar obitelji, Armand Peugeot je 1896. osnovao "Société des Automobiles Peugeot". U gradu Sochauxu iz kojeg potječe obitelj i tvrtka, Peugeot je zadržao veliki pogon kao i muzej Peugeot. Sponzor je i nogometnog kluba "FC Sochaux", kojeg je 1928. osnovao član obitelji Peugeot.

## Modeli

### Brojevi
- 104, 106, 107
- 201, 202, 203, 204,  205,  206, 207, 208
- 301, 302,  304, 305, 306, 307, 308, 309
- 401, 402, 403, 404, 405, 406, 407, 408
- 504, 505, 508
- 601, 604, 605, 607
- 806, 807
- 905, 907
- 1007
- 2008
- 3008
- 4007, 4008,
- 5008

### Ostali
- Peugeot D3A
- Peugeot D4A
- Peugeot J7
- Peugeot J9 minibus
- Peugeot J5
- Boxer
- Expert
- Partner
- Quark
- P4
- VLV
- Peugeot Boxer minibus

## Nagrade
Peugeot 308. je hrvatski automobil godine za 2014.
Peugeot je tri put bio i osvajač nagrade Europski automobil godine
1969.: Peugeot 504
1988.: Peugeot 405
2002.: Peugeot 307

## Vanjske poveznice
- Peugeot Svijet  Arhivirana inačica izvorne stranice od 3. srpnja 2008. (Wayback Machine)
- Peugeot Hrvatska  Arhivirana inačica izvorne stranice od 7. srpnja 2009. (Wayback Machine)